# Kyjevské vojvodství
Kyjevské vojvodství (polsky Województwo kijowskie, ukrajinsky Київське воєводство, Kyivske voyevodstvo) byla jednotka správního členění a administrace Litevského velkoknížectví v letech 1471 až 1569 a Koruny polského království od roku 1569 do roku 1793 jako část malopolské provincie polské koruny.

## Popis

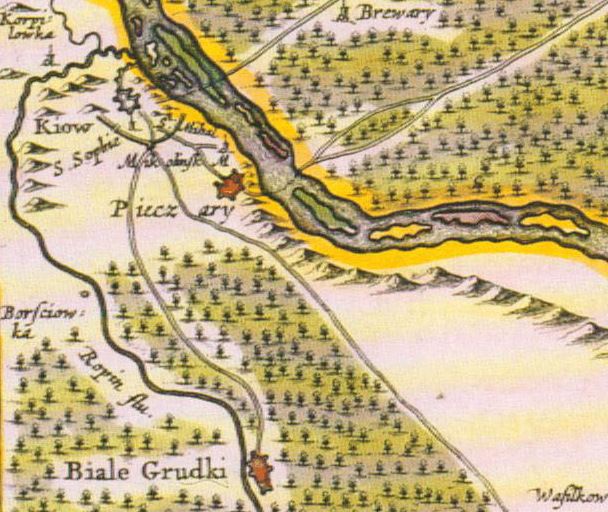
Kyjev (Kiow), fragment rukopisu Tractus Borysthenis Vulgo Dniepr et Niepr dicti (Amsterdam, 1663).

Vojvodství bylo založeno v roce 1471 pod vládou krále Kazimíra IV. Jagellonského brzy po smrti kyjevského knížete Semjona Olelkoviče. Nahradilo bývalé Knížectví kyjevské, ovládané rodem knížat Olelkovičů.
Původním správním centrem byl Kyjev, ale když bylo město smlouvou z Andrusova v roce 1667 předáno carskému Rusku, hlavní město se přestěhovalo do Žytomyru, kde zůstalo až do roku 1793.
Šlo o nejrozsáhlejší vojvodství v polsko-litevské unii a zahrnovalo mimo jiné zemi záporožských kozáků.